# جيران (زوجة ناصر الدين شاه قاجار)
{{عن
جيران سلطان (بالفارسية:  جیران سلطان)؛ ولدت خديجة خانم تاجريشي (خدیجه خانم تجریشی) ، ١٨٣١-١٨٦٠) كانت واحدة من الزوجات المحبوبات والسيدة الأولى لناصر الدين شاه قاجار.